# Recep Çetin
Recep Çetin (né le 1er octobre 1965 à Karasu) est un footballeur turc des années 1990.

## Biographie
En tant que défenseur, Recep Çetin fut international turc à 56 reprises (1988-1997) pour un but inscrit. Il participa à l'Euro 1996, où il fit deux des trois matchs de la Turquie (Portugal et Danemark), mais la sélection ottomane fut éliminée au premier tour.
Il joua dans cinq clubs (Sakaryaspor, Boluspor, Beşiktaş JK, Trabzonspor et İstanbulspor A.Ş.), remportant que des titres avec Beşiktaş JK.

## Clubs
- 1984-1986 :  Sakaryaspor
- 1986-1988 :  Boluspor
- 1988-1998 :  Beşiktaş JK
- 1998-1999 :  Trabzonspor
- 1999-2002 :  İstanbulspor A.Ş.

## Palmarès
- Championnat de Turquie de football
  - Champion en 1990, en 1991, en 1992 et en 1995
  - Vice-champion en 1989, en 1993 et en 1997
- Coupe de Turquie de football
  - Vainqueur en 1989, en 1990, en 1994 et en 1998
  - Finaliste en 1993
- Supercoupe de Turquie de football
  - Vainqueur en 1989, en 1992, en 1994 et en 1998